# Cylindromyia morio
Cylindromyia morio är en tvåvingeart som först beskrevs av Gaspard Auguste Brullé 1833.  Cylindromyia morio ingår i släktet Cylindromyia och familjen parasitflugor.
Artens utbredningsområde är Grekland. Inga underarter finns listade i Catalogue of Life.